# Tartessi
|  | Aquest article tracta sobre una llengua del sud-oest de la península Ibèrica. Vegeu-ne altres significats a «Tartessos». |

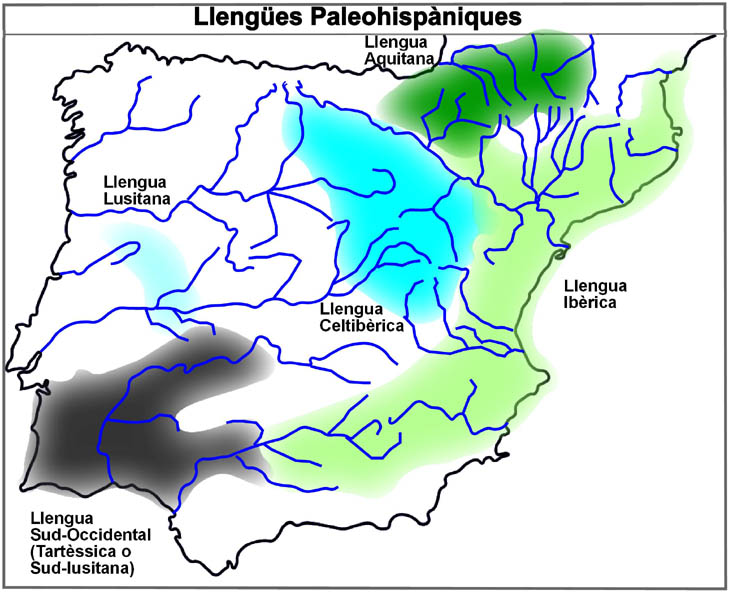
Llengües paleohispàniques

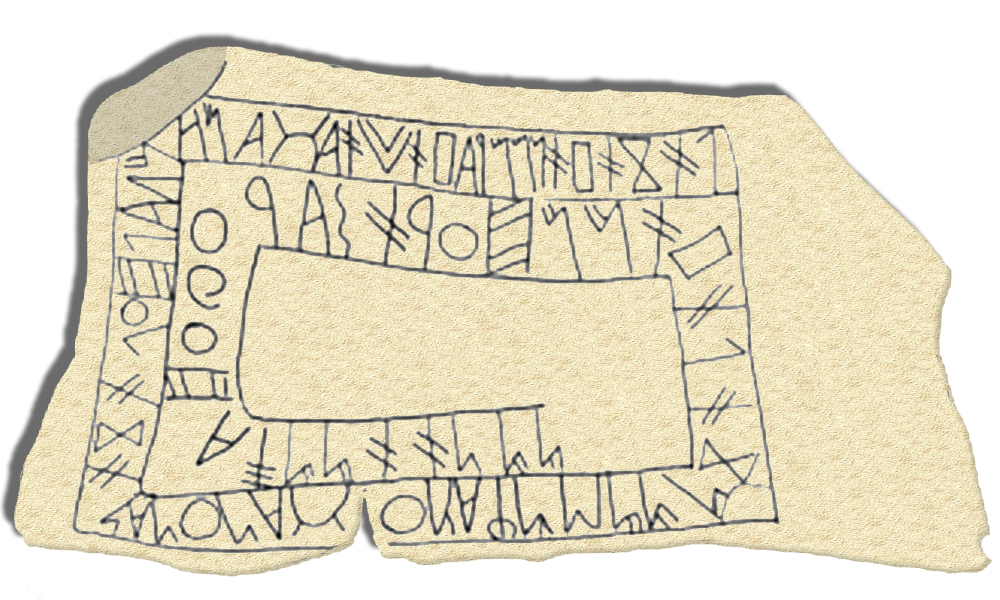
Fonte Velha (Bensafrim, Lagos)

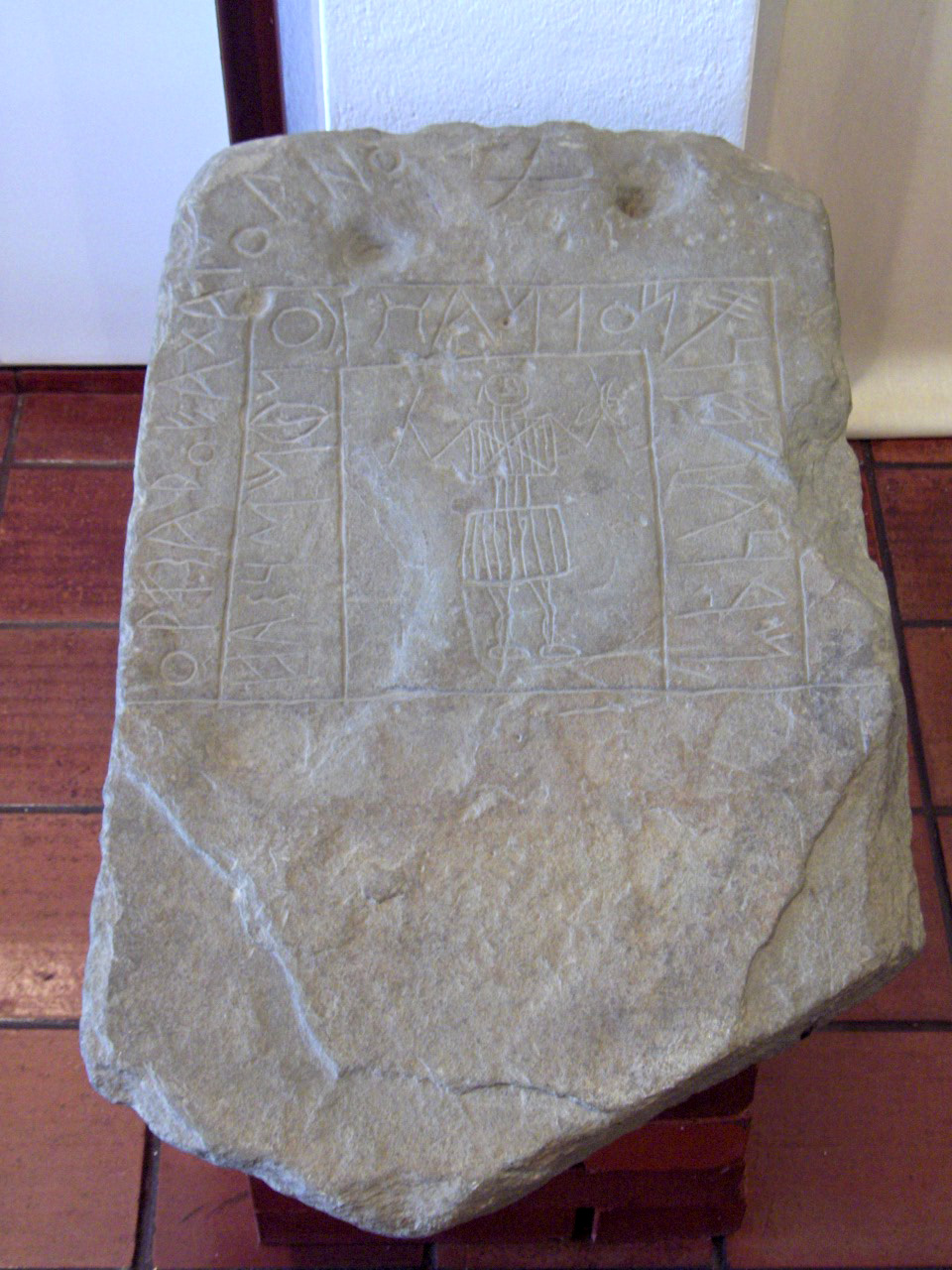
Herdade da Abobada (Almodôvar)

El tartessi també anomenat llengua del sud-oest de la península Ibèrica i sud-lusità, és una llengua paleohispànica coneguda per testimonis directes, és a dir una llengua que es parlava a la península Ibèrica abans que la llengua llatina hi esdevingués la llengua dominant i de la qual se n'han conservat textos.

## Classificació
A diferència de les altres llengües paleohispàniques, aquesta llengua i l'escriptura que l'expressa no tenen una denominació consensuada. La denominació més neutra és la de llengua i escriptura del sud-oest de la península Ibèrica, atès que només fa referència a la localització geogràfica de les inscripcions d'aquesta llengua en el quadrant sud-occidental de la península Ibèrica. Però la denominació més popular és la de llengua tartèssia, tot i que no és una denominació precisa, atès que les inscripcions d'aquesta llengua només apareixen marginalment en el territori en el que les fonts clàssiques situen el regne de Tartessos i en canvi es concentren en el territori que les fonts clàssiques atribueixen als Conis. Una tercera denominació és llengua sud-lusitana, que fa referència a la seva posició geogràfica relativa respecte del territori dels lusitans.

## Testimonis
Les inscripcions més antigues en aquesta llengua es documenten com a mínim al s V. aC, potser fins i tot des del s. VII aC en escriptura tartèssia, el desxiframent de la qual encara no es pot donar per tancada, atès que encara hi ha signes sobre els que no hi ha consens entre els diferents investigadors que han fet propostes concretes.
Aquesta llengua encara no ha pogut ser relacionada amb cap altra, tot i que hi ha hagut propostes per relacionar-la amb les llengües de la família indoeuropea.
Les inscripcions en aquesta llengua, prop d'un centenar, es distribueixen en el quadrant sud-occidental de la península Ibèrica: fonamentalment a l'Algarve i al Baix Alentejo (Portugal) i residualment a Andalusia occidental i Extremadura (Espanya). Pràcticament l'únic suport sobre el que apareixen els textos d'aquesta llengua són grans lloses de pedra.

## Textos d'exemple
- Fonte Velha (Bensafrim):

lokoobooniirabootooaŕaiaikaalteelokonanenaŕ[-]ekaa?iiśiinkoolobooiiteerobaarebeeteasiioonii 
(Transcripció d'Untermann 1997).
- Herdade da Abobada (Almodôvar)

ir´ualkuusie : naŕkeentiimubaateerobaare?aataaneatee
(Transcripció d'Untermann 1997).